# Grand Prix automobile de Turquie 2005
GP précédent GP suivant
Le Grand Prix automobile de Turquie 2005 (2005 Formula 1 Turkish Grand Prix), disputé sur le circuit d'Istanbul Park à Istanbul le 21 août 2005, est la 745e épreuve du championnat du monde de Formule 1 courue depuis 1950. Il s'agit de la première édition du Grand Prix de Turquie comptant pour le championnat du monde de Formule 1, et la quatorzième manche du championnat 2005.

## Qualifications
| Pos | N° | Pilote               | Écurie            | Temps          | Écart     |
| --- | -- | -------------------- | ----------------- | -------------- | --------- |
| 1   | 9  | Kimi Räikkönen       | McLaren-Mercedes  | 1 min 26 s 797 |           |
| 2   | 6  | Giancarlo Fisichella | Renault           | 1 min 27 s 039 | + 0 s 242 |
| 3   | 5  | Fernando Alonso      | Renault           | 1 min 27 s 050 | + 0 s 253 |
| 4   | 10 | Juan Pablo Montoya   | McLaren-Mercedes  | 1 min 27 s 352 | + 0 s 555 |
| 5   | 16 | Jarno Trulli         | Toyota            | 1 min 27 s 501 | + 0 s 704 |
| 6   | 8  | Nick Heidfeld        | Williams-BMW      | 1 min 27 s 929 | + 1 s 132 |
| 7   | 7  | Mark Webber          | Williams-BMW      | 1 min 27 s 944 | + 1 s 147 |
| 8   | 12 | Felipe Massa         | Sauber-Petronas   | 1 min 28 s 419 | + 1 s 622 |
| 9   | 17 | Ralf Schumacher      | Toyota            | 1 min 28 s 594 | + 1 s 797 |
| 10  | 15 | Christian Klien      | Red Bull-Cosworth | 1 min 28 s 963 | + 2 s 166 |
| 11  | 2  | Rubens Barrichello   | Ferrari           | 1 min 29 s 369 | + 2 s 572 |
| 12  | 14 | David Coulthard      | Red Bull-Cosworth | 1 min 29 s 764 | + 2 s 967 |
| 13  | 3  | Jenson Button        | BAR-Honda         | 1 min 30 s 063 | + 3 s 266 |
| 14  | 18 | Tiago Monteiro       | Jordan-Toyota     | 1 min 30 s 710 | + 3 s 913 |
| 15  | 21 | Christijan Albers    | Minardi-Cosworth  | 1 min 32 s 186 | + 5 s 389 |
| 16  | 11 | Jacques Villeneuve   | Sauber- Petronas  | Pas de temps   |           |
| 17  | 20 | Robert Doornbos      | Minardi-Cosworth  | Pas de temps   |           |
| 18  | 19 | Narain Karthikeyan   | Jordan-Toyota     | Pas de temps   |           |
| 19  | 1  | Michael Schumacher   | Ferrari           | Pas de temps   |           |
| 20  | 4  | Takuma Satō          | BAR-Honda         | 1 min 30 s 175 | + 3 s 378 |

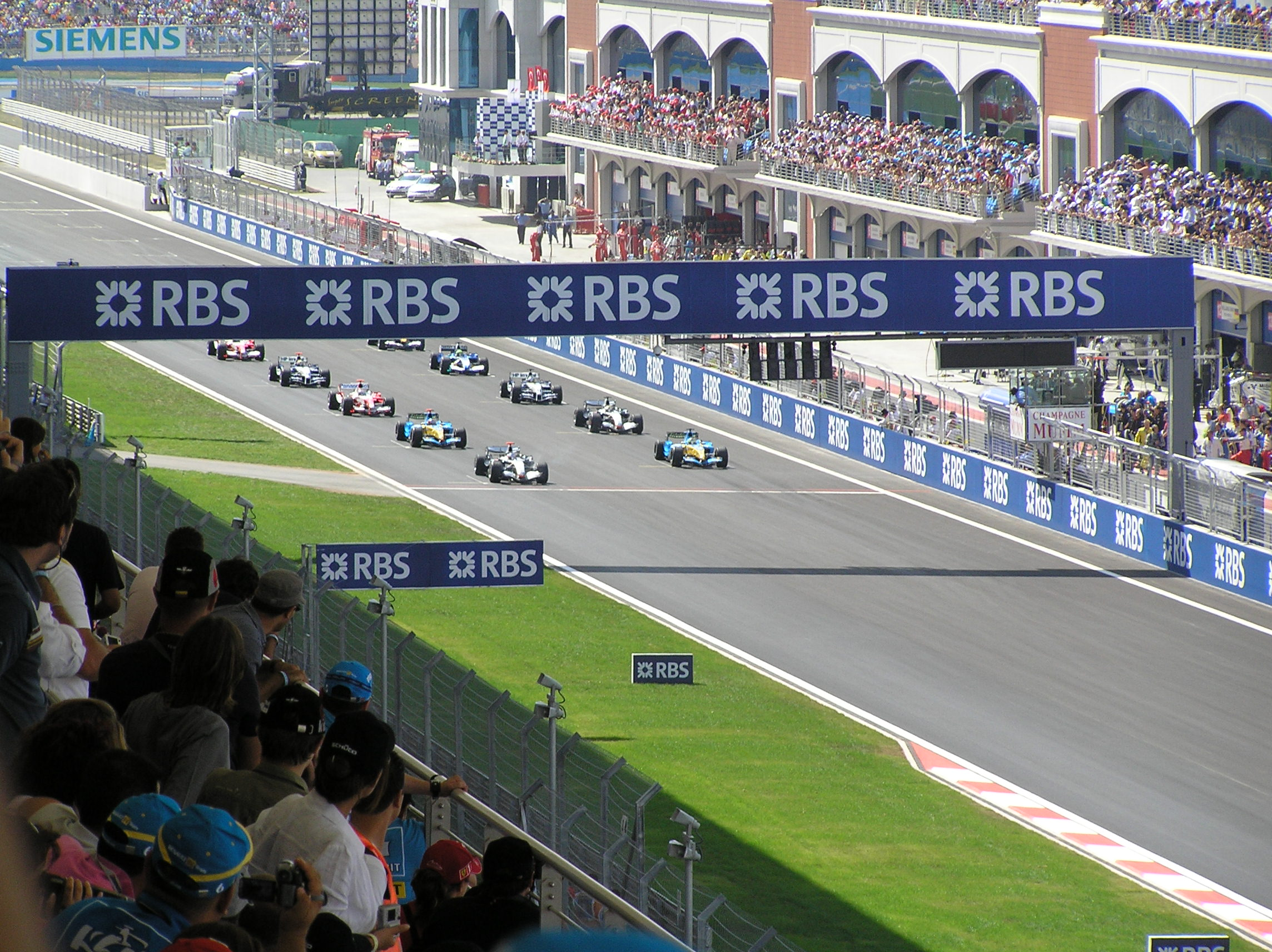
Le départ du Grand Prix

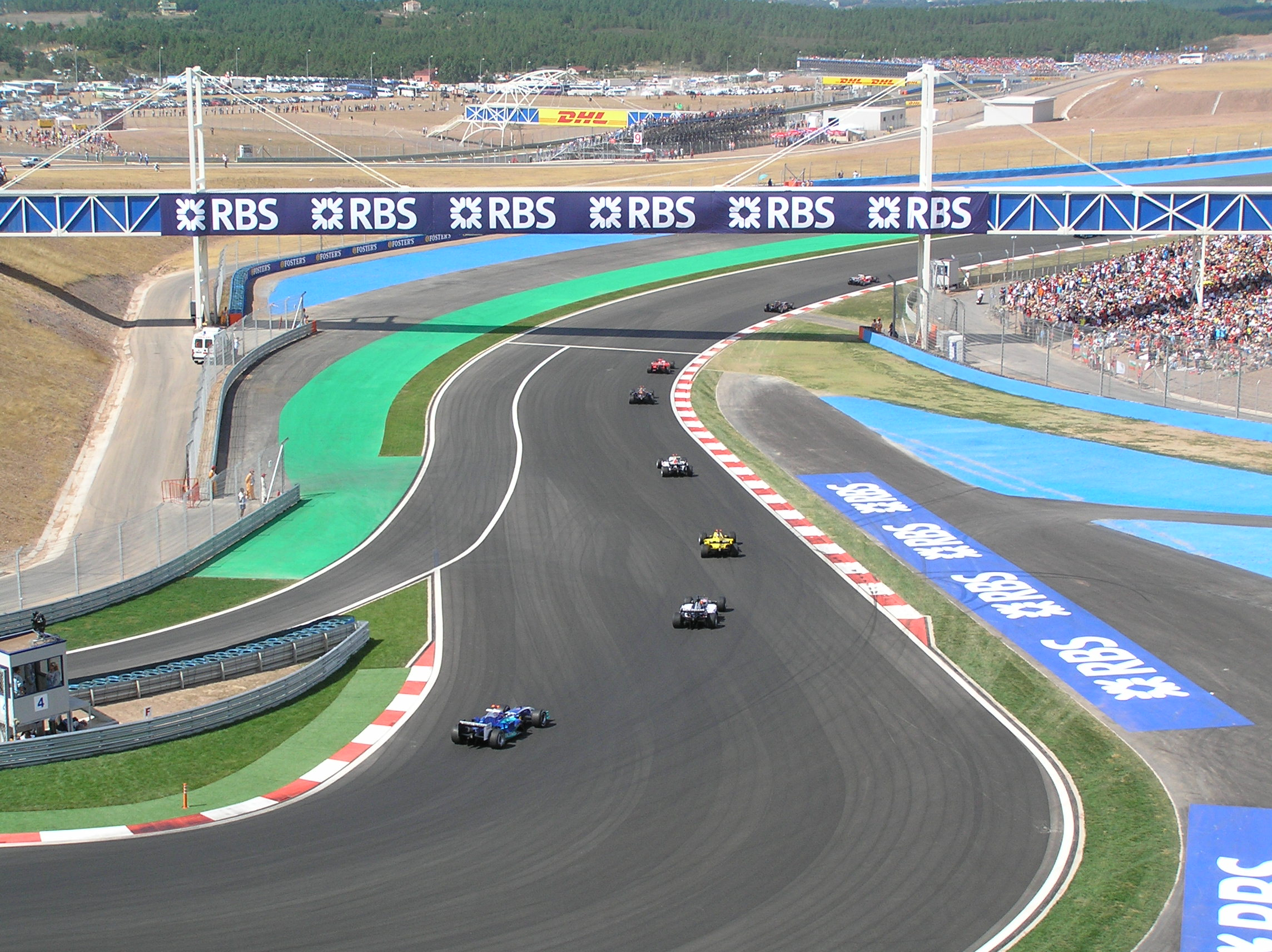
Le premier virage du Grand Prix

- Button et Satō sont sortis au virage n° 8 mais ont fini leur tour.
- Villeneuve, qui a fait un tête-à-queue au virage n° 8 et Michael Schumacher, qui a aussi fait un tête-à-queue mais au virage n° 9, n'ont pas fini leur tour. Ce dernier en a profité pour changer de moteur.
- Satō, pour avoir gêné Mark Webber, est parti dernier.

## Classement
| Pos  | N° | Pilote               | Écurie            | Pneus | Tours | Temps/Abandon                      | Grille | Points |
| ---- | -- | -------------------- | ----------------- | ----- | ----- | ---------------------------------- | ------ | ------ |
| 1    | 9  | Kimi Räikkönen       | McLaren-Mercedes  | M     | 58    | 1 h 24 min 34 s 454 (219,726 km/h) | 1      | 10     |
| 2    | 5  | Fernando Alonso      | Renault           | M     | 58    | + 18 s 609                         | 3      | 8      |
| 3    | 10 | Juan Pablo Montoya   | McLaren-Mercedes  | M     | 58    | + 19 s 635                         | 4      | 6      |
| 4    | 6  | Giancarlo Fisichella | Renault           | M     | 58    | + 37 s 973                         | 2      | 5      |
| 5    | 3  | Jenson Button        | BAR-Honda         | M     | 58    | + 39 s 304                         | 13     | 4      |
| 6    | 16 | Jarno Trulli         | Toyota            | M     | 58    | + 55 s 420                         | 5      | 3      |
| 7    | 14 | David Coulthard      | Red Bull-Cosworth | M     | 58    | + 1 min 09 s 292                   | 12     | 2      |
| 8    | 15 | Christian Klien      | Red Bull-Cosworth | M     | 58    | + 1 min 11 s 622                   | 10     | 1      |
| 9    | 4  | Takuma Satō          | BAR-Honda         | M     | 58    | + 1 min 19 s 987                   | 20     |        |
| 10   | 2  | Rubens Barrichello   | Ferrari           | B     | 57    | + 1 tour                           | 11     |        |
| 11   | 11 | Jacques Villeneuve   | Sauber- Petronas  | M     | 57    | + 1 tour                           | 16     |        |
| 12   | 17 | Ralf Schumacher      | Toyota            | M     | 57    | + 1 tour                           | 9      |        |
| 13   | 20 | Robert Doornbos      | Minardi-Cosworth  | B     | 55    | + 3 tours                          | 17     |        |
| 14   | 19 | Narain Karthikeyan   | Jordan-Toyota     | B     | 55    | + 3 tours                          | 18     |        |
| 15   | 18 | Tiago Monteiro       | Jordan-Toyota     | B     | 55    | + 3 tours                          | 14     |        |
| Abd. | 21 | Christijan Albers    | Minardi-Cosworth  | B     | 48    | Boîte de vitesses                  | 15     |        |
| Abd. | 1  | Michael Schumacher   | Ferrari           | B     | 32    | Retrait volontaire                 | 19     |        |
| Abd. | 8  | Nick Heidfeld        | Williams-BMW      | M     | 29    | Crevaison                          | 6      |        |
| Abd. | 12 | Felipe Massa         | Sauber- Petronas  | M     | 28    | Moteur                             | 8      |        |
| Abd. | 7  | Mark Webber          | Williams-BMW      | M     | 20    | Crevaison                          | 7      |        |

## Pole position et record du tour
- Pole position : Kimi Räikkönen en 1 min 26 s 797
- Record du tour : Juan Pablo Montoya en 1 min 24 s 770

## Tours en tête
Kimi Räikkönen : 58 (1 - 58)

## Statistiques
Ce Grand Prix de Turquie 2005 représente :
- La 8e pole position pour Kimi Räikkönen.
- La 120e pole position pour McLaren en tant que constructeur.
- La 49e pour Mercedes en tant que motoriste.
- La 7e victoire pour Kimi Räikkönen.
- La 144e victoire pour McLaren en tant que constructeur.
- La 49e victoire pour Mercedes en tant que motoriste.
- Le 12e et dernier meilleur tour en course pour Juan Pablo Montoya.
- Les Williams ont abandonné à cause d'un problème de valve sur leurs pneus arrière droits. Ils ont changé ce pneu après quelques tours et le nouveau pneu a rencontré le même souci.
- Michael Schumacher est rentré au stand au 15e tour à cause d'un problème de suspension à la suite d'un contact avec Mark Webber. Il est reparti au 33e tour avant d'abandonner définitivement au 51e.
- Felipe Massa a abandonné au 29e tour à cause d'un problème moteur en voulant ravitailler dans son stand.